# Галиев, Анатолий Сергеевич
Анатолий Сергеевич Галиев (29 января 1934, Туапсе — 1 октября 2017, Москва) — советский российский писатель, публицист, сценарист, режиссёр. Член Союза кинематографистов СССР.

## Биография
Работал проходчиком в шахте. В 1955 году окончил Ленинградский университет, в 1962 году — Высшие сценарные курсы в Москве.
Работал сотрудником газет «Комсомолец Караганды», «Казахская правда», был редактором Алма-Атинской телестудии.
Автор ряда повестей и рассказов, и около шестидесяти киносценариев.
Скончался 1 октября 2017 года. Похоронен на Востряковском кладбище в Москве.

## Избранные произведения
- «Взлётная полоса»
- «Расколотое небо»

## Фильмография

### Сценарист
- 1962 — Мальчик мой!
- 1963 — Путь на арену (диалоги)
- 1963 — И в шутку, и всерьёз
- 1964 — Хотите — верьте, хотите — нет…
- 1964 — Спроси своё сердце
- 1968 — Интервью, которого не было (документальный)
- 1969 — Где 042?
- 1971 — Седьмое небо
- 1974 — Ливень
- 1975 — Шторм на суше
- 1978 — Пуск
- 1979 — Так и будет
- 1979 — Звон уходящего лета
- 1979 — Гонка с преследованием
- 1980 — Главный конструктор
- 1982 — Переворот по инструкции 107
- 1983 — Мама Ануш
- 1983 — Впереди океан
- 1984 — Наедине
- 1984 — Осенний подарок фей
- 1985 — Капитан Аракел
- 1986 — Полынь
- 1987 — Лейтенант С.
- 1987 — Дни и годы Николая Батыгина
- 1988 — Брат, найди брата!
- 1988 — Метичара — зверь морской
- 1989 — Охота на единорога
- 1990 — Продавец снов
- 1990 — Гончар и горшок
- 1991 — Отель «Эдем»
- 1992 — Одна на миллион
- 1992 — Большой капкан, или Соло для кошки при полной Луне
- 1993 — Сыскное бюро «Феликс»
- 2001 — Леди Бомж
- 2001 — Леди Босс
- 2003 — Леди Мэр
- 2003 — Огнеборцы
- 2012 — Пока Шива танцует

### Режиссёр
- 1992 — Большой капкан, или Соло для кошки при полной Луне

### Экранизация романа
- 1979 — Расколотое небо (реж. А. Иванов)